# مسيب (اسم)
مسيب هو اسم علم مذكر من أصل عربي، ومعناه هو على صيغة اسم المفعول من الفعل سيب جرى مسرعًا والمعنى المتروك المهمل، وسعيد بن المسيب (ت 94هـ) من التابعين.

## وصلات خارجية
- موسوعة السلطان قابوس لأسماء العرب